# Ciutat de vida i mort
 Ciutat de vida i mort (títol original en xinès: Nanjing! Nanjing!; títol internacional en anglès: City of Life and Death) és una pel·lícula xinesa de 2009, del director Lu Chuan. La pel·lícula, en blanc i negre, parla sobre la Massacre de Nankín.
Ye Liu hi encarna Lu Jianxiong; Yuanyuan Gao, la Srta. Jiang; i Hideo Nakaizumi, el soldat japonès Kadokawa. El personatge històric de John Rabe hi surt igualment encarnat per John Paisley, vint dies després de la sortida de John Rabe una pel·lícula xino-franco-allemanya que li és dedicada.
Estrenada el 22 d'abril de 2009 a la Xina, va ser difosa en aproximadament 500 sales i va guanyar 120 milions de yuans en deu dies. Aquesta pel·lícula ha estat doblada al català.

## Al voltant de la pel·lícula
Lu va declarar que la pel·lícula no tenia 'herois' i que preferia mostrar a la vegada l'horror de la massacre i el comportament humà de persones ordinàries. La BBC la descriu com «una pel·lícula que s'enfonsa, amb escenes de violació, d'homicidi i de crueltat».
Segons Lu, la pel·lícula s'adreça a la vegada a un públic xinès i japonès. Per una banda el film ensenya als espectadors japonesos la realitat de la massacre i les raons per les quals encara en l'actualitaf nombrosos xinesos estan còlerics contra el Japó. Però, per una altra banda, es tracta igualment d'oposar-se a la imatge a la Xina del japonès monstruós o inhumà: «És molt important ensenyar als xinesos que els japonesos són éssers humans - i no animals.» Per això, Lu va fer del soldat japonès Kadokawa un dels personatges principals de la pel·lícula. Kadokawa, «el comportament del qual, en la barbàrie de l'ambient, reflecteix una culpabilitat cada vegada més insuportable, fins al punt que al final de la pel·lícula allibera dos xinesos i se suïcida.» Lu va afirmar voler marcar la diferència amb les pel·lícules precedents sobre la massacre:
«Les pel·lícules de guerra xineses són totes del mateix format: els xinesos són valents i els japonesos monstruosos. Ara la gent veu tot d'una la realitat i sobretot els jovent hi reacciona molt bé, fins al punt que veuen diverses vegades la pel·lícula.»
Es va recolzar sobretot en la lectura de diaris íntims de soldats japonesos.
Els personatges japonesos són encarnats per actors japonesos. Lu va explicar a Xinhua que havia tingut algunes dificultats per trobar actors japonesos. Va afegir que alguns d'ells havien estat trastornats durant el rodatge:
«Ploraven i han demanat marxar perquè les atrocitats de la massacre, com les violacions i les matances, els embogien. Penso que el seu dolor i la seva confusió són exactament el que volia presentar en aquesta pel·lícula. »
A la Xina, va caldre un any fins que la pel·lícula no va ser acceptada pels censors i per China Film, que va permetre la seva difusió. Lu va declarar que esperava veure la pel·lícula difosa igualment al Japó.

## Reaccions
Les reaccions del públic xinès a la pel·lícula van ser molt variades. Alguns van lloar aquesta pel·lícula perquè els emocionava Mentre que altres el van acusar de presentar els soldats japonesos amb massa humanitat. La pel·lícula va suscitar debats llarguíssims a Internet ocupant «milers de pàgines» i, fins i tot, Lu va rebre una carta d'amenaça de mort així com diverses amenaces de mort al seu bloc.

## Repartiment
- Liu Ye: Lu Jianxiong
- Gao Yuanyuan: Jiang Shuyun
- Hideo Nakaizumi: Kadokawa
- Fan Wei: Mr. Tang
- Jiang Yiyan: Xiao Jiang
- Ryu Kohata: Ida
- Liu Bin: Shunzi
- John Paisley: John Rabe
- Beverly Peckous: Minnie Vautrin
- Qin Lan: Mrs. Tang
- Sam Voutas: Durdin
- Yao Di: Tang Xiaomei
- Zhao Yisui: Shunzi